# San Juan del Valle, Oxchuc
San Juan del Valle är en ort i Mexiko.   Den ligger i kommunen Oxchuc och delstaten Chiapas, i den sydöstra delen av landet, 800 km öster om huvudstaden Mexico City. San Juan del Valle ligger 1 579 meter över havet och antalet invånare är 159.
Terrängen runt San Juan del Valle är lite bergig. Runt San Juan del Valle är det ganska tätbefolkat, med 75 invånare per kvadratkilometer. I omgivningarna runt San Juan del Valle växer i huvudsak städsegrön lövskog.